# Нифонтов, Юрий Борисович
Ю́рий Бори́сович Ни́фонтов (род. 4 сентября 1957, Украинская ССР, СССР) — советский и российский актёр театра и кино, актёр озвучивания, заслуженный артист Российской Федерации (2008).

## Биография
Родился 4 сентября 1957 года. В 1979 году окончил актёрское отделение Высшего театрального училища имени Б. В. Щукина в Москве (художественные руководители курса — Вера Константиновна Львова, Евгений Рубенович Симонов).
По окончании училища был принят в труппу Театра имени Е. Б. Вахтангова.
Играл в Российском академическом молодёжном театре.
С 2001 года по настоящее время служит в Московском академическом театре сатиры.
Занимается педагогической деятельностью, является доцентом кафедры мастерства актера театрального института им. Б. Щукина. Из последних педагогических работ можно отметить работу по пьесе «Пучина» А. Островского и «Двенадцатая ночь» У. Шекспира на курсе Г. В. Шапошникова.

## Личная жизнь
- Первая жена — Лика Нифонтова (род. 1963), актриса, народная артистка РФ (2005).
- Вторая жена — Юлия Пивень (род. 1975), актриса Театра сатиры.

## Творчество

### Театральные работы
- «Слишком женатый таксист» Рэя Куни — инспектор Портерхаус
- «Как пришить старушку» Дж. Патрика — Сол Бозо
- «Укрощение строптивой» Шекспира — Винченцио
- «Дороги, которые нас выбирают» — художник Берман
- 2018 — «Где мы?∞!…» Родиона Овчинникова, Реж.: Родион Овчинников (7 февраля 2018 — премьера) — Главврач

### Фильмография
- 1979 — Поездка через город — Иванов
- 1979 — С любовью пополам (СССР / Болгария) — Мишка
- 1980 — Копилка — Феликс, жених Бланш
- 1983 — Впереди океан — Олег Жирновский
- 1983 — К своим!.. — Георгий
- 1987 — Время летать — авиадиспетчер
- 1987 — Гардемарины, вперёд! — Шалимов, помощник следователя Гусева
- 1987 — Золотая свадьба — Григорий
- 1992 — Грех — гаишник
- 1994 — Триста лет спустя — человек со шрамом
- 1998 — Хрусталёв, машину! — Толик
- 1999 — Наш городок (фильм-спектакль) — Хови Хьюсом / профессор Уиллард
- 2000 — Истинные происшествия, или Безумный день монтёра — эпизод
- 2002 — Азазель (серия № 3 «Рулетенбург») — Порфирий Мартынович Пыжов, сотрудник русского консульства в Рулетенбурге
- 2002 — Главные роли — режиссёр
- 2002 — Цирк — Берейтор
- 2003 — Замыслил я побег — психонарколог
- 2003 — Козлёнок в молоке — Иван Иванович Медноструев, писатель
- 2003 — Сибирочка — эпизод
- 2003 — Супертёща для неудачника — «Папа»
- 2004 — Время жестоких — Борис Князев («Князь»), бывший уголовник, писатель
- 2004 — Дети Арбата — парикмахер
- 2004 — Ландыш серебристый 2 (серия № 9 «Наша бывшая жена») — Штольц, композитор
- 2004 — Москва. Центральный округ 2 (серия № 4 «Смерть в прямом эфире») — писатель из Переделкино
- 2004 — Посылка с Марса — «Писатель»
- 2004 — Влюблённый агент. Не оставляйте надежду, маэстро! — Всеволод
- 2005 — Гибель империи (серия № 3 «Пророк») — Жернаков, владелец типографии
- 2005 — Горыныч и Виктория (фильм № 6 «Проклятие монгола») — Николай Степанович Васильев, директор музея
- 2005 — Дело о «Мёртвых душах» — Артемий Филиппович Земляника, попечитель богоугодных заведений
- 2005 — Лебединый рай — Соломон
- 2005 — Мошенники (серия № 4) — «Рябой»
- 2005 — Ночной продавец — покупатель
- 2005 — Убойная сила 6 (фильм № 6 «Царь зверей») — Хорьков
- 2005 — Я не вернусь — эпизод
- 2006 — Аэропорт-2 (серия № 16 «Авторское право») — Арсений Лурн, писатель
- 2006 — Кодекс чести 3 (серия № 6 «Клуб брошенных жён») — Кабановский, заказчик
- 2006 — Московская история — отец Зинаиды
- 2006 — Многоточие — дядя Поль
- 2006 — Слушая тишину — Сергей Константинович Павлов, врач
- 2006 — Угон (серия № 3 «Сердце на заказ») — Всеволод Михайлович, главный врач кардиологического центра
- 2006 — У. Е. — Бейлин
- 2006 — Ужас, который всегда с тобой — Марксен Иванович Варзумов
- 2006 — Фартовый — «Каштанка»
- 2007 — 18-14 — Яков Иванович Карцов, профессор, учитель химии
- 2007 — Вся такая внезапная (серия № 22 «Чутьё журналиста») — Семён
- 2007 — Глянец — Самсонов
- 2007 — Одна любовь души моей — Иосиф Поджио
- 2007 — Смерть шпионам! — Виталий Никифорович Кривуля, младший лейтенант, начальник пожарной части
- 2008 — Господа офицеры. Спасти императора — Аркадий Валерьевич Немцов, аптекарь
- 2008 — Жизнь, которой не было — отец Павел
- 2008 — Оля + Коля — Яков, мажордом Вячеслава Бегунова
- 2008 — Отряд — Архангельский
- 2008 — Закон и порядок. Преступный умысел 3 (фильм № 11 «Финиш») — Лев Максимович Розовский, профессор
- 2008 — Происшествие в городе М — Андрей Николаевич Котурянов, учёный, директор краеведческого музея
- 2008 — Привет, киндер! — дядя Витя, грузчик
- 2008 — Сезон туманов — эпизод
- 2008 — Шальной ангел — Алексей Нилович Померанцев, художник, профессор, преподаватель в художественном училище
- 2008 — Вольф Мессинг: видевший сквозь время — Карл Абель, доктор
- 2009 — Вызов 4 (фильм № 11 «Пропавшие») — Александр Геннадьевич Боровский, эксперт по аномальным явлениям в городе Рузаево
- 2009 — Журов (фильм № 3 «Старые доски», серии 5-6) — Пётр Андреевич Фадеев-Громов, специалист по искусствоведению, коллекционер
- 2009 — Иван Грозный — Максим Грек
- 2009 — Пуля-дура 2. Агент почти не виден — Всеволод
- 2009 — Райские яблочки. Жизнь продолжается — Пал Палыч, мастер
- 2009 — Событие — дядя Поль, муж Евгении Васильевны
- 2009 — Поп — офицер НКВД
- 2009 — Гоголь. Ближайший — Матфей Ржевский
- 2010 — В лесах и на горах — Ферапонт, слуга Масленниковых
- 2010 — Воронины 3 (серия № 45) — Палыч, парикмахер, друг Николая Петровича
- 2010 — Раскрутка — Пётр Степанович Гречко
- 2010 — Тухачевский. Заговор маршала — Михаил Иванович Калинин
- 2010 — Учитель в законе. Продолжение — «Хитрый Лис», криминальный аналитик
- 2011 — Наружное наблюдение — Алексей Витальевич Серпухов, майор, старший оперуполномоченный 9-го отдела УУР
- 2011 — Загадка для Веры — Якобсон
- 2011 — Чужие мечты — Семён, главный режиссёр театра
- 2012 — МУР. Третий фронт — Лев Аркадьевич Розенталь, судмедэксперт
- 2012 — Если бы да кабы
- 2013 — Братья по обмену — помощник Мерзлякова
- 2013 — Кодекс чести 6 (серия № 10 «Без купюр») — Пётр Михайлович Георгиев, профессор
- 2013 — Земский доктор. Возвращение — Валентин Сергеевич, сосед Ольги Самойловой
- 2013 — Трудно быть Богом — дон Тамео
- 2014 — Московская борзая — Илья Макарович Полозков (Грибов), главный врач клиники «Сострадание»
- 2014 — Любопытная Варвара 2 (фильмы № 1 «Суд да дело» и № 2 «Убить словом») — Сергей Павлович Сафронов, следователь
- 2014 — Обнимая небо — Юрий Петрович Свинкин, сосед Жени Луговой по коммунальной квартире
- 2014 — Палач — Захар Тихонович Сухоножко (Федоткин), лагерный врач
- 2014 — С осенью в сердце — редактор
- 2015 — Обратная сторона Луны 2 — Борис Семёнович Корецкий
- 2015 — Любопытная Варвара 3 — Сергей Павлович Сафронов, следователь
- 2015 — Саша + Даша + Глаша — Константин Хлопецкий, отец Даши и Глаши
- 2015 — Людмила Гурченко — Семён, администратор
- 2016 — Кухня — Алексей, врач Виктора Петровича
- 2016 — Женщина без чувства юмора — Плющев, искусствовед
- 2016 — Лучик — Карасёв, адвокат
- 2016 — Следователь Тихонов (фильм № 6 «Гонки по вертикали») — Яков Моисеевич, ювелир
- 2016 — Штрафник — Борис Феодориди («Грек»), ювелир и скупщик краденого
- 2017 — Время первых — Борис Викторович Раушенбах, физик-механик
- 2017 — Хождение по мукам — Самуил Григорьевич
- 2017 — Отчий берег — Герман Петрович Арбузов, профессор
- 2018 — Домашний арест — Давид Маркович Анцибор, психиатр
- 2018 — Чужая кровь — Яков Семёнович
- 2019 — Вне игры 2 — Кириллыч, помощник футбольного тренера
- 2020 — Заступники — Илья Аронович Бруштейн
- 2020 — Стрельцов — врач сборной СССР по футболу
- 2020 — Тонкие материи — Нагорный
- 2021 — Чернобыль — Коробов, учёный
- 2021 — Чистые руки (в производстве) — Вадим Георгиевич
- 2021 — Сдохнуть нужно, чтоб вы приехали — киллер
- 2022 — 13 клиническая — Семён, «крёстный»

### Дубляж фильмов
- 1950 — Золушка — мышонок Жак
- 2007 — Золушка 3: Злые чары — мышонок Жак